# Sun Myung Moon
Sun Myung Moon (hangeul : 문선명 ; hanja : 文鮮明) est un chef religieux, fondateur de la Secte Moon (officiellement Église de l'Unification), né le 6 janvier 1920 (25 février 1920 du calendrier lunaire) et mort le 3 septembre 2012.
Il a bâti un vaste et très controversé empire économique, faisant de lui un milliardaire.
Selon les biographies officielles de l'Église de l'unification, Jésus lui est apparu à l'âge de quinze ans, lui révélant qu'il a été choisi pour une mission particulière. À la suite de cette rencontre, il aurait décidé de consacrer sa vie à l'établissement du Royaume de Dieu sur la terre[réf. à confirmer].
Sun Myung Moon est également connu pour avoir organisé des cérémonies de bénédiction en mariage, souvent qualifiées par la presse de « mariages collectifs ».

## Biographie

### 1920 à 1934
Né Moon Yong Myeong (hangeul : 문용명 ; hanja : 文龍明) le 6 janvier 1920 à Sansga-ri, dans l'arrondissement de Jeongju (Pyongan du Nord, district de Wanju), dans le nord de la Corée, alors occupée par les Japonais. Issu d'une famille rurale, il est le cinquième enfant d'une fratrie de huit. Vers 1930, la famille passe du confucianisme au christianisme, adhérant à l'Église presbytérienne.

### 1935 à 1943

#### Révélation
Sun Myung Moon relate dans ses Mémoires qu'à l'âge de quinze ans, le 17 avril 1935,, pendant la semaine pascale, alors qu'il avait passé toute la nuit en prière sur le mont Myodu, Jésus lui serait apparu et lui aurait dit : « Dieu est profondément affligé par la souffrance humaine. Tu dois accepter une mission spéciale sur la terre liée à Sa providence ».
Il écrit sa frayeur : « J'étais pétrifié d'une peur à en mourir ». À cette époque, il ne parle à personne de cette révélation, qui sera suivie plus tard de beaucoup d'autres.
Dans le courant de l'année 1935, à la suite d'un pèlerinage à travers le pays, il décide de répondre à la demande de Jésus et de prendre sur lui la responsabilité d'établir un monde de paix[réf. à confirmer].

#### Recherche spirituelle

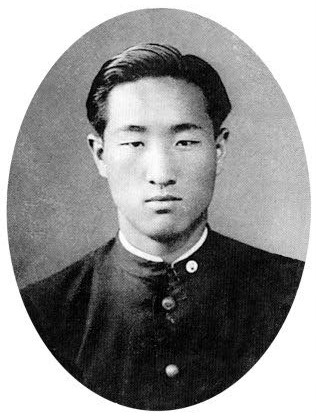
Sun Myung Moon, étudiant à Waseda, en 1941.

En 1941, tout en poursuivant sa recherche spirituelle, il part étudier l'électrotechnique à l'université Waseda, au Japon. À la même époque, il rejoint l'organisation clandestine Mouvement pour l'Indépendance de la Corée,[réf. à confirmer] qui milite pour libérer la Corée de la domination japonaise. Ces activités lui valent alors d'être emprisonné et torturé, comme il le relate dans ses Mémoires : « Je ne peux me souvenir du nombre de fois où je fus placé en garde à vue par la police, battu, torturé et mis en cellule ».
Diplômé, il est de retour en Corée en octobre 1943. Dès la fin de la Seconde Guerre mondiale et la séparation des deux Corées (au 38e parallèle nord), il commence à prêcher à Séoul.

### 1944 à 1950

#### Arrestation et torture par la police japonaise
Le 4 mai 1944, Sun Myung Moon épouse Sun Kil Choi. En octobre 1944, il est arrêté par la police japonaise, accusé d'être membre du parti communiste et soumis à la torture pour dénoncer ceux qui avaient travaillé avec lui au Japon. Il ne donne aucun nom et il est libéré du commissariat de police de Gyeonggi en février 1945,[réf. à confirmer].
Le 15 août 1945, la Corée est libérée du Japon. Mais peu après, le pays est coupé en deux, au 38e parallèle, et au Nord le pouvoir est exercé par le régime communiste de Kim Il-sung.

#### Départ pour la Corée du Nord
En 1946, Sun-Myung Moon et Sun-kil Choi ont un fils, Sun Jin Moon. Alors que celui-ci a un mois, Sun Myung Moon explique dans son autobiographie avoir reçu cette révélation de Dieu : "Traverse le 38e parallèle. Cherche les hommes et les femmes de Dieu qui se trouvent au Nord.".
Sun Myung Moon part immédiatement pour le Nord où il arrive à Pyongyang, capitale de la Corée du Nord le 6 juin 1946. Actif dans les milieux chrétiens, il trouve ses premiers disciples.

#### Arrestation et torture par les autorités communistes
Le 11 août 1946, il est arrêté par les autorités communistes qui persécutent tous les groupes religieux, et torturé jusqu'à être laissé pour mort ; son corps est alors abandonné dans une congère, hors de la cour de la prison, où des membres de sa congrégation le recueillent et le soignent.

#### Camp de travail
De nouveau arrêté en février 1948, il est condamné aux travaux forcés dans le camp de travail de Heungnam, où les prisonniers sont sous-alimentés et surmenés.
Leur tâche consiste à remplir des sacs de 50 kilos de sulfate d'ammoniaque et à les charger sur des wagons. Peu de prisonniers survivent plus de quelques mois,[réf. à confirmer].
Au terme de deux années et huit mois de camp de travail, Sun Myung Moon est libéré le 14 octobre 1950 par des troupes de l'armée américaine sous mandat de l'ONU,,, pendant une offensive de la guerre de Corée commandée par Alexander Haig,, alors sous les ordres du Général Douglas MacArthur. En hommage à ce dernier, Sun Myung Moon fera réaliser par Terence Young le film Inchon, présenté au festival de Cannes en 1982, avec Laurence Olivier dans le rôle de MacArthur.

### 1951 à 1959
À sa libération, après avoir marché pendant des centaines de kilomètres vers le Sud, avec de nombreux autres réfugiés, il s'installe en janvier 1951 dans la ville de Pusan. C'est là qu'il construit en août sa première « église », une petite cabane faite de boue et de cartons, sur le flanc du mont Sujeong, à la périphérie du quartier de Beomnaetgol,,.
En mai 1951, il commence à écrire le Wolli Wonbon, manuscrit en 5 volumes de 690 pages, texte d'origine du "Principe divin". Il le termine le 10 mai de l'année suivante,
La guerre de Corée terminée, Sun Myung Moon et ses disciples s'installent à Séoul. Le 1er mai 1954, il fonde officiellement, à Séoul, l'Association du Saint-Esprit pour l'unification du christianisme mondial (AES-UCM). Dans son autobiographie, Sun Myung Moon explique : « Ce nom fut choisi pour indiquer que nous n'appartenions à aucune confession particulière et n'avions certainement aucun projet d'en créer une nouvelle. ».
Dès 1957, de nouveaux centres de l'Église de l'Unification s'implantent dans cent vingt villes et villages coréens. En 1958, il envoie ses premiers missionnaires vers le Japon voisin. En 1959, la mission commence aux États-Unis.
N’ayant pu suivre son époux dans ses très nombreuses activités, Sun Kil Choi prend ses distances, elle engage une procédure de divorce et le mariage est légalement dissous en 1958.

### 1960 à 1967

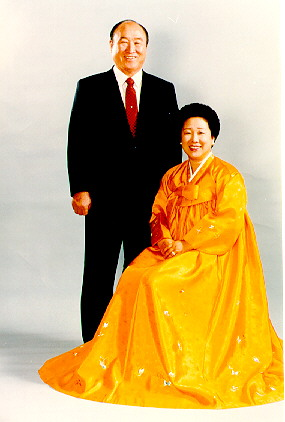
Sun Myung Moon et Hak Ja Han.

En 1960, Sun Myung Moon épouse Hak Ja Han, avec qui il aura quatorze enfants,. La théologie de l'unification présente ce mariage comme l'accomplissement des Noces de l'Agneau dans l'Apocalypse.
En 1965, il effectue son premier tour du monde et visite quarante pays, dont le Japon, les États-Unis, le Canada, plusieurs pays d'Amérique Centrale et d'Amérique du Sud, 17 en Europe, 6 au Moyen-Orient et 8 autres en Asie.

### 1968 à 1975
Il entreprend un deuxième grand voyage de ce type en 1969 et s'installe aux États-Unis en 1972. En l'espace de quatre années, il parle publiquement dans les cinquante États sur le thème de la nécessité d'un réveil spirituel aux États-Unis. Il prononce des discours notamment au Carnegie Hall (1973), au Madison Square Garden (18 septembre 1974) où il rassemble 40 000 personnes et au Yankee Stadium (1er juin 1976) à New York.
Le point culminant est le rassemblement organisé dans la capitale du pays, au Washington Monument, où se réunissent trois cent mille personnes (18 septembre 1976),. A cette occasion, Sun Myung Moon proclame que la mission de l'Amérique n'est pas seulement de se sauver elle-même, mais aussi d'accepter la responsabilité de sauver le monde.
En 1974, Sun Myung Moon lance l'appel "Forgive, Love, Unite" ("Pardonner, aimer, s'unir"), dans lequel il apporte son soutien à Richard Nixon en plein scandale du Watergate.

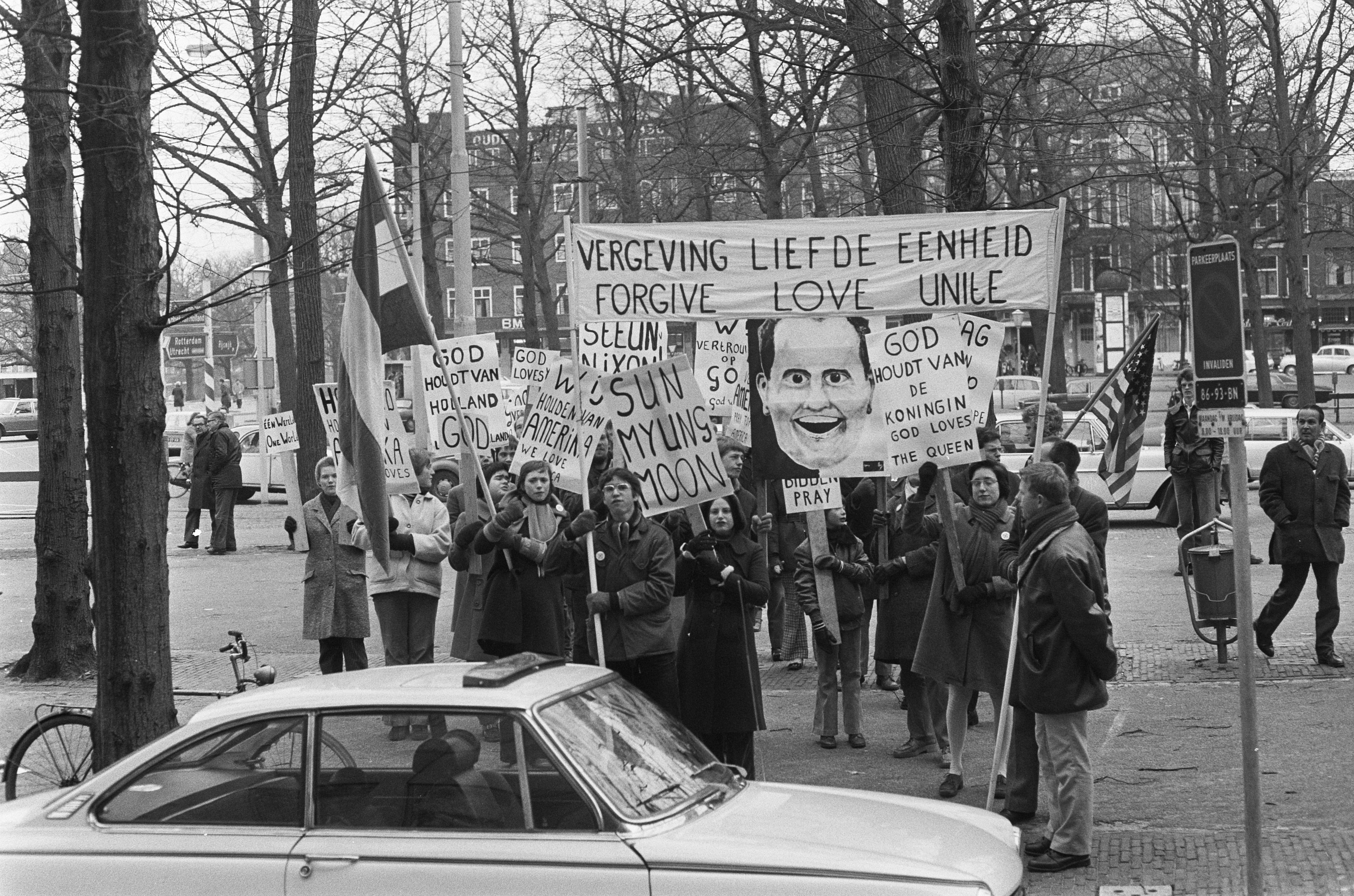
Fidèles de Sun Myung Moon montrant leur soutien à Richard Nixon (La Haye, 1974).

Le 7 juin 1975, au Yeouido Plaza,, à Séoul, il préside au rassemblement le plus important jamais vu jusqu'alors en Corée du sud. À cette occasion, il prononce un discours intitulé "La Corée dans le monde", devant 1,2 million de personnes venues de toute la Corée et plus de 1 000 représentants de 60 nations, dans le cadre du « Rassemblement mondial de victoire sur le communisme et pour la liberté de la Corée ».
Cette année-là, il envoie des missionnaires dans cent vingt autres pays du monde.

### 1976 à 1983
En 1980, des membres de son église créent, à sa demande, l'organisation CAUSA International, basée à New York, pour faire face au communisme par l'éducation,.
Le 15 octobre 1981, Sun Myung Moon est mis en examen par un grand jury fédéral du Tribunal de 1re instance des États-Unis du district sud de New York. Il est accusé de fraude fiscale pour n'avoir pas déclaré 112 000 dollars en revenus personnels et donc pour n'avoir pas payé 7 300 dollars d'impôts. Dans une déclaration publique à l'extérieur du Palais de justice, après sa mise en accusation, il réfute les charges et déclare n'avoir rien commis de répréhensible. Selon ses avocats, l'ensemble de ces fonds a été utilisé aux fins de l'Église. Le 18 mai 1982, un jury de 12 membres le déclare coupable et il est condamné à un emprisonnement de 18 mois.
Le 17 mai 1982, Sun Myung Moon lance le quotidien conservateur The Washington Times

### 1983 à 1990

#### Incarcération
Le 20 juillet 1984, Sun Myung Moon est incarcéré à la prison fédérale de Danbury.
Pendant son incarcération, il demande au professeur Morton Kaplan de donner pour thème "la chute de l'Empire soviétique" au deuxième Congrès international de l'académie des professeurs pour la paix mondiale qui doit se tenir à Genève en août 1985.

#### L'Empire Moon
La même année, Jean-François Boyer, grand reporter à TF1, publie "L'Empire Moon". Prenant le contrepied des théories sur la Secte Moon, il remet en cause l'idée de secte et de lavage de cerveau qui présentait les "moonistes" comme des "zombies" influençables ; au contraire, il souligne le bon niveau intellectuel des disciples de Sun Myung Moon qu'il appelle des moines-soldats.

#### Mission Butterfly
Dans les années 1980, anticipant la fin imminente du système soviétique, le révérend Moon donne son accord à l'envoi de missionnaires autrichiens clandestins derrière le rideau de fer. C'est l'opération Mission Butterfly.

#### Rencontre avec Gorbatchev
En 1990, peu après la chute du Mur de Berlin (9 novembre 1989), Sun Myung Moon organise à Moscou la onzième conférence mondiale des médias et le troisième Conseil au sommet pour la paix dans le monde (1 000 participants du monde entier) et le couple Moon rencontre le Président Mikhaïl Gorbatchev au Palais du Kremlin, le 11 avril.

### 1991 à 1998

#### Thaïlande: Interdiction de séjour puis réhabilitation
En 1991, Sun Myung Moon et sa femme sont interdits de séjour sur le territoire thaïlandais, et des mandats d'arrestation sont délivrés alors contre eux en cas d'entrée dans le pays[réf. à confirmer].
Lek Thaveetermaskul, médecin et dirigeant de l’Église de l'Unification en Thaïlande est arrêté le 26 juin 1991 avec 7 autres membres. Le chef de la police veut le traduire en cour martiale, où il risque l'exécution, car il est accusé de trahison et de crime de lèse-majesté. Tous sont libérés en mars 1993 et réhabilités 20 ans plus tard par la cour suprême de Thaïlande[réf. à confirmer].

#### Rencontre avec Kim Il Sung
En décembre 1991, Sun Myung Moon et son épouse, en visite officielle en Corée du Nord, sont reçus par le dirigeant Kim Il Sung et, à cette occasion, ils reviennent pour la première fois dans leurs villages natals,

#### Tournées de conférences
Du 13 mai au 31 juillet 1993, le couple Moon effectue une tournée de conférences dans 56 villes des États-Unis sur le thème "Les Vrais Parents et l'âge du Testament accompli". Sun Myung Moon parle dans les 12 premières villes et son épouse dans les villes restantes. Du 2 novembre au 22 décembre 1993, ils repartent pour une tournée mondiale de conférences dans 40 pays sur ce même thème.
En 1995, est organisée une nouvelle tournée de conférences sur le thème "La vraie famille et moi" dans 17 nations en Amérique Centrale et en Amérique du Sud, puis dans 16 villes des États-Unis.

### 1999 à 2006
Le 18 août 2000, Sun Myung Moon prend la parole au siège des Nations unies lors de l'Assemblée 2000 de la Fédération interreligieuse et internationale pour la paix mondiale (Inter-Religious and International Federation for World Peace) au cours de laquelle il propose la création d'un parc de la paix dans la zone démilitarisée séparant les deux Corées.
Le 17 janvier 2001, Sun Myung Moon préside une cérémonie de bénédiction en mariage au siège des Nations unies, ce qui est considéré par l'organisation comme une infraction de ses règles et un acte déloyal.
Du 25 février au 17 avril 2001, il réalise une tournée de conférences "We will stand" dans 50 États des États-Unis sur le thème "Le chemin pour l'Amérique et l'humanité dans le nouveau millénaire".

#### Création de la Fédération pour la paix universelle

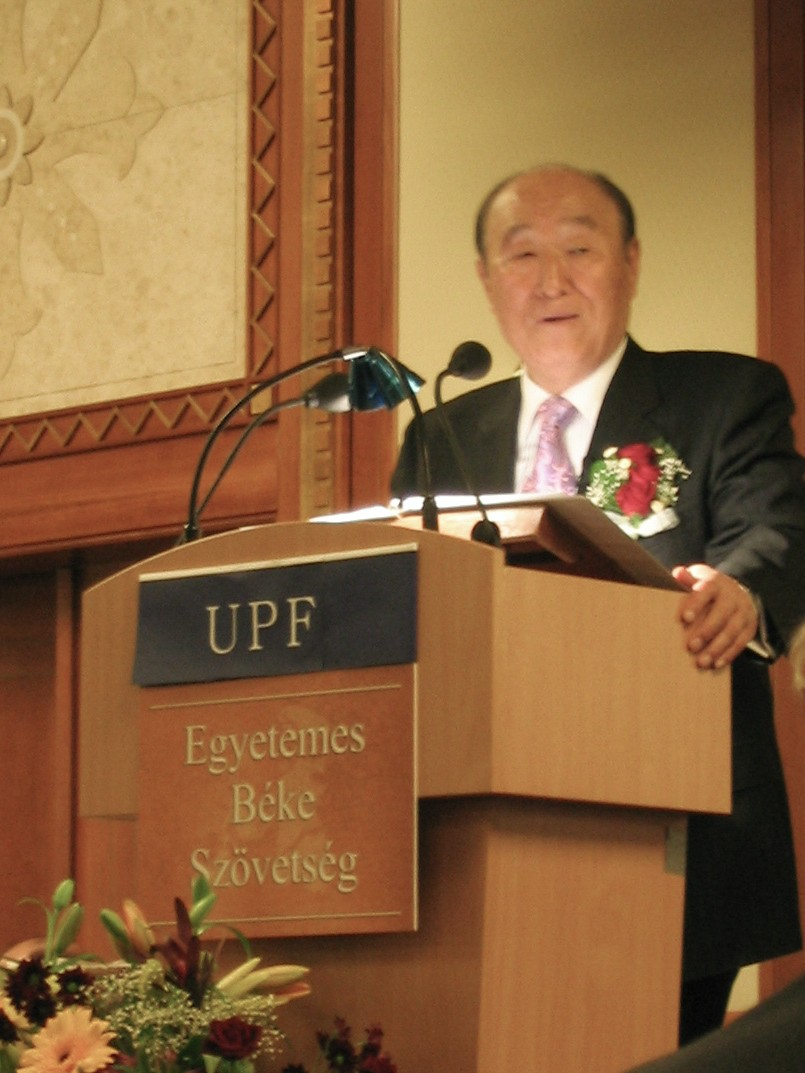
Sun Myung Moon à Budapest, en 2005.

Les douze dernières années de la vie de Sun Myung Moon sont consacrées à une campagne mondiale pour la paix, avec la création en septembre 2005 de la Fédération pour la paix universelle.

### 2007 à 2012
Les dernières visites officielles de Sun Myung Moon en Europe datent de l'été 2009 (inauguration publique de la coupe de la paix à Séville) et de 2011, lors d'une tournée internationale qui l'amène pendant les mois d'avril et mai à parler publiquement à Madrid, Rome, Oslo, Athènes, Istanbul, Londres et Genève.

### Mort de Sun Myung Moon
Le 14 août 2012, Sun Myung Moon est hospitalisé à la suite des complications d'une pneumonie. Il meurt le 3 septembre 2012 à l'âge de 92 ans. Sa femme, Hak Ja Han, devient son successeur.
Le 15 septembre 2012, plus de 30 000 fidèles assistent à ses obsèques en Corée du Sud.

## Objectifs déclarés
Selon l'historien des religions Jean-François Mayer, l'idéal de l'établissement du Royaume de Dieu sur terre constitue le but ultime de toutes les activités – religieuses, économiques, politiques –— initiées par Sun Myung Moon.
Un objectif essentiel de Sun Myung Moon a été de combattre l'idéologie communiste qu'il considérait comme une "anti-religion" extrêmement dangereuse pour l'avenir de l'humanité.

## Les mariages

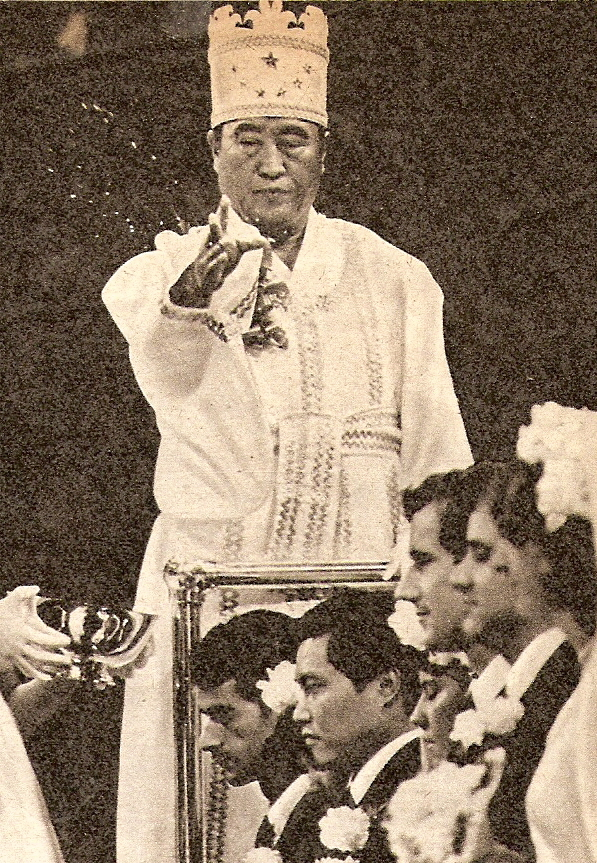
Sun Myung Moon lors d'une bénédiction de mariages en 1982.

Pour créer une grande famille universelle et amener la paix sur terre, Sun Myung Moon cherche à unir des gens de couleurs de peau et de nationalités différentes.
Il choisit, pour les personnes qui le souhaitent, leur futur conjoint. Il offre également aux couples déjà mariés de participer à une cérémonie de bénédiction, où mari et femme réaffirment solennellement devant Dieu leur fidélité l'un à l'autre.
Il est célèbre pour avoir organisé des mariages de masse. Par exemple 2 000 couples ont été bénis en mariage en 1982 au Madison Square Garden de New York par Sun Myung Moon et son épouse Hak Ja Han.

## Empire économique controversé
L'empire économique de Sun Myung Moon est vaste. Estimé en 2012 à deux milliards de dollars américains, il comprend notamment des hôtels, usines, mines, maisons d'édition et même des stations de ski,. Il suscite des controverses, car selon ses détracteurs, l'argent proviendrait essentiellement du travail et des dons des membres de son église, endoctrinés grâce à un « lavage de cerveau » qu'ils auraient subi,, et grâce à un affairisme peu scrupuleux.
Il est le fondateur de plusieurs organisations comme l'École de ballet coréen Little Angels "Les petits anges"), le Seongnam football club), et le quotidien conservateur The Washington Times.
Interrogé sur ses nombreuses activités économiques, Sun Myung Moon répond que la construction du royaume de Dieu à laquelle il a consacré sa vie nécessite un fondement physique et économique.
Aujourd'hui, les membres de l'Église de l'Unification versent le dixième de leurs revenus (dîme) à l'Église de l'Unification, un montant estimé à plus de 50 millions de dollars par an dans le monde, en 1989, selon le Canard Enchaîné. En France, l'Église de l'Unification est une association loi 1901 et reçoit la dîme de ses membres, ainsi que des dons occasionnels, pour financer et développer son activité.
De fait, l’Église de l'Unification est légalement propriétaire de toutes les activités industrielles et commerciales et de tous les biens dont disposait Sun Myung Moon[réf. nécessaire]. Celui-ci a toujours affirmé ne tirer aucun bénéfice personnel des revenus réalisés, et avoir investi tous les fonds rassemblés pour financer le développement missionnaire de l'Eglise de l'Unification dans le monde.

## Publications
- Sun Myung Moon, Ma vie au service de la paix : mémoires, Paris, Jean Picollec, 2011, 391 p. (ISBN 2-86477-250-7)
- Un regard nouveau sur Jésus, Éditions Culture et Paix, 2012  (ISBN 978-2-9539524-2-1) (BNF 42805113)